# São Tomé (île)
Pour les articles homonymes, voir São Tomé.
São Tomé ou Sao Tomé, autrefois aussi nommée Saint-Thomas, Saint-Thomé ou Saint-Thomée (formes attestées mais peu usuelles), est l'île principale de Sao Tomé-et-Principe.
La ville de São Tomé, capitale de l'État, est située sur la côte nord de  l'île.
D'autres localités importantes de l'île sont Neves et Porto Alegre.

## Présentation
L'île de São Tomé se trouve dans le golfe de Guinée à environ 300 km des côtes du Gabon et de sa capitale Libreville.
Elle est parfois surnommée l'« île chocolat » car on y récolte des fèves de cacao au sein des plus grandes plantations de l'archipel. Elle a joué un rôle majeur dans l'histoire de la culture du cacao pourtant originaire des Amériques précolombiennes.
S'agissant d'autres ressources naturelles, il y existe différentes zones pétrolifères : une zone exclusive dans les eaux nationales de Sao Tomé-et-Principe, dont l'exploitation n'est qu'à l'état d'étude, et une zone conjointe avec le Nigeria dont le partage est à 40 % pour STP et 60 % pour le Nigeria. De récentes analyses sismiques prouvent la présence de très importantes nappes de pétrole de bonne qualité.
Il existe tout autour de l'île divers enclos pour récolter et conserver les œufs de tortues marines. Au Musée national de Sao Tomé-et-Principe, une salle Casa das Tortorugas leur est dédiée.
Au cœur de l'île il est possible d'admirer plusieurs cascades dont celle de Saint-Nicolas. La plus grande se trouve derrière Ponta Figo, ses eaux permettent de produire 2 MW d'électricité.

## Histoire
L'île aurait été découverte le 21 décembre 1471 par l'explorateur portugais João de Santarém, navigant pour le compte de l'armateur Fernão Gomes, bénéficiaire d'une lettre d'exclusivité du roi Alphonse V l'autorisant à prendre possession chaque année à ses frais de 100 lieues de côte africaine au nom de la Couronne de Portugal. L'île était alors inhabitée.

## Faune et flore
Il y a à São Tomé 19 espèces endémiques d'oiseaux, au nombre desquelles le Long-bec de Bocage, la pie-grièche de Sao Tomé, le Merle de Sao Tomé, le Colombar de Sao Tomé, le Tchitrec de Stahl, le martin-pêcheur de São-Tomé, le Pigeon de Sao Tomé, le Petit-duc de Sao Tomé, l’effraie de São-Tomé, la Prinia de São-Tomé, le Néospize de Sao Tomé, la souïmanga et l'Ibis de São-Tomé. Parmi les mammifères, la souris Crocidura thomensis et les chauves-souris Hipposideros thomensis, Miniopterus newtoni, la pipistrelle de São-Tomé (Myonycteris brachycephala) und  Chaerephon de Tomé ; parmi les gastropodes, Crassispira sacerdotalis de la famille des Turridae. Enfin, parmi les plantes, le conifère Afrocarpus mannii, Angraecum doratophyllum, l’orchidée Anisophyllea cabole, Balthasaria mannii et Bulbophyllum lizae.

## Administration
L'île est divisée en six districts :
1. Água Grande,
2. Cantagalo,
3. Caué,
4. Lembá,
5. Lobata
6. et Mé-Zóchi.

La seconde île du pays par ses superficie et démographie est celle de Principe située au nord-est de São Tomé (carte ci-contre).
Quant à l'île de Rolas située au sud de l'archipel, elle est traversée par l'Équateur matérialisé par une ligne rouge tracée au sol.

Cartes de l'île
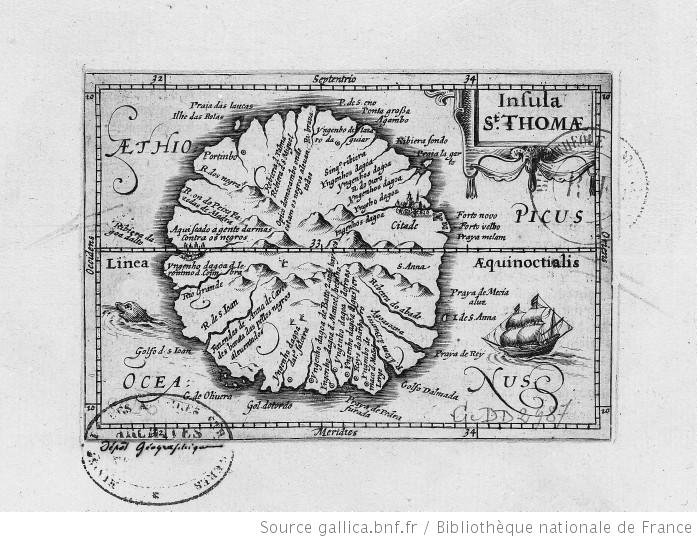
Carte de l'île de 1616
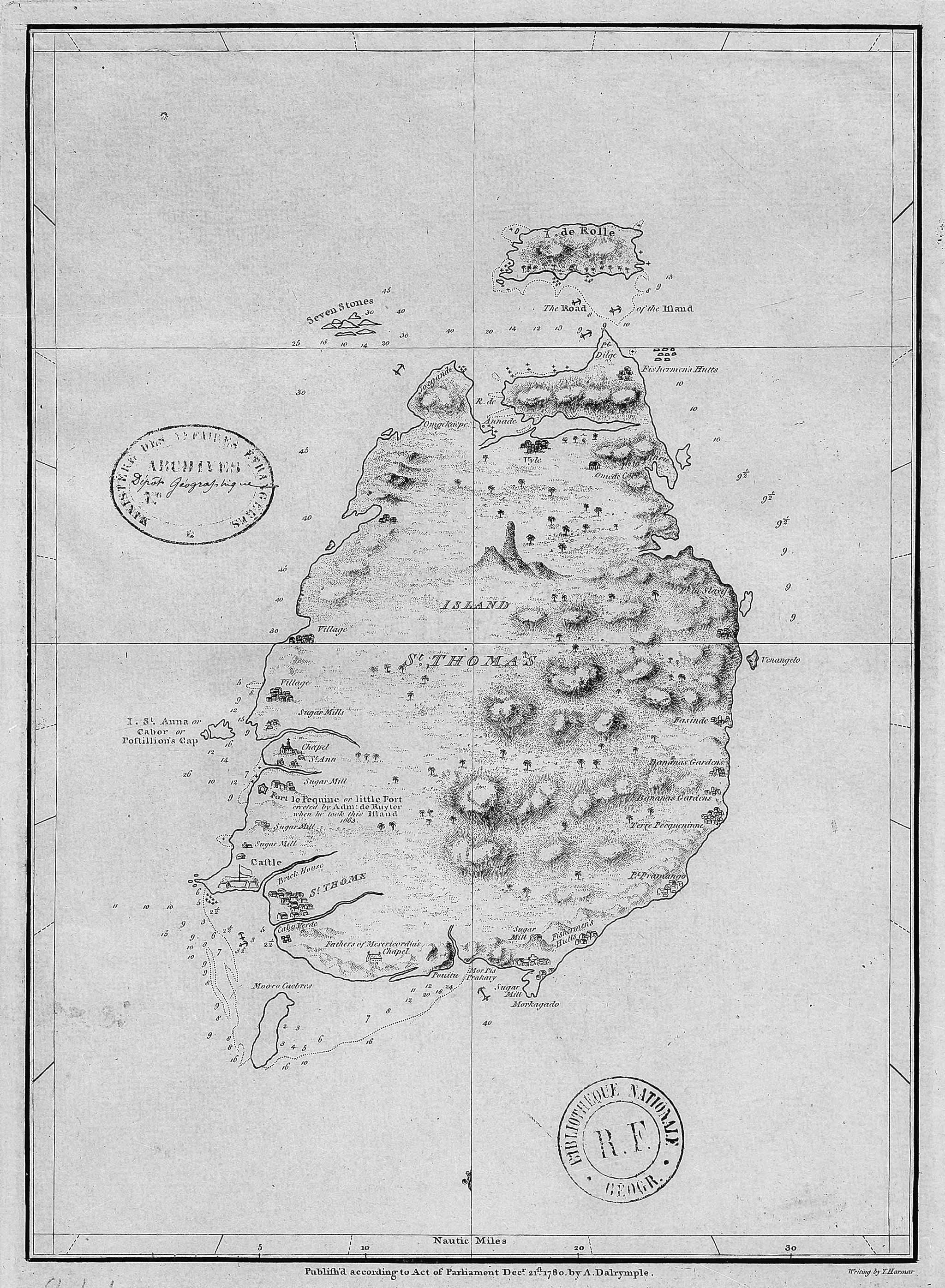
Carte de l'île en 1780

### Webographie
- Ressources relatives à la géographie :   - Global Volcanism Program
  - Volcano Global Risk Identification and Analysis Project
- Notices dans des dictionnaires ou encyclopédies généralistes :   - BlackPast
  - Britannica
  - Internetowa encyklopedia PWN
- Notices d'autorité :   - VIAF
  - LCCN
  - Espagne
  - Israël
  - Brésil
  - WorldCat